# 斯蒂芬森鎮區 (密歇根州)
斯蒂芬森鎮區（英語：Stephenson Township）是位於美國密歇根州梅諾米尼縣的一個行政鎮區。

## 地方資料
斯蒂芬森鎮區的面積為106.80平方千米，當中陸地面積為105.50平方千米，而水域面積為1.30平方千米。根據2020年美國人口普查的數據，當地共有人口616人，而人口密度為每平方千米5.77人。